# Klub českých turistů

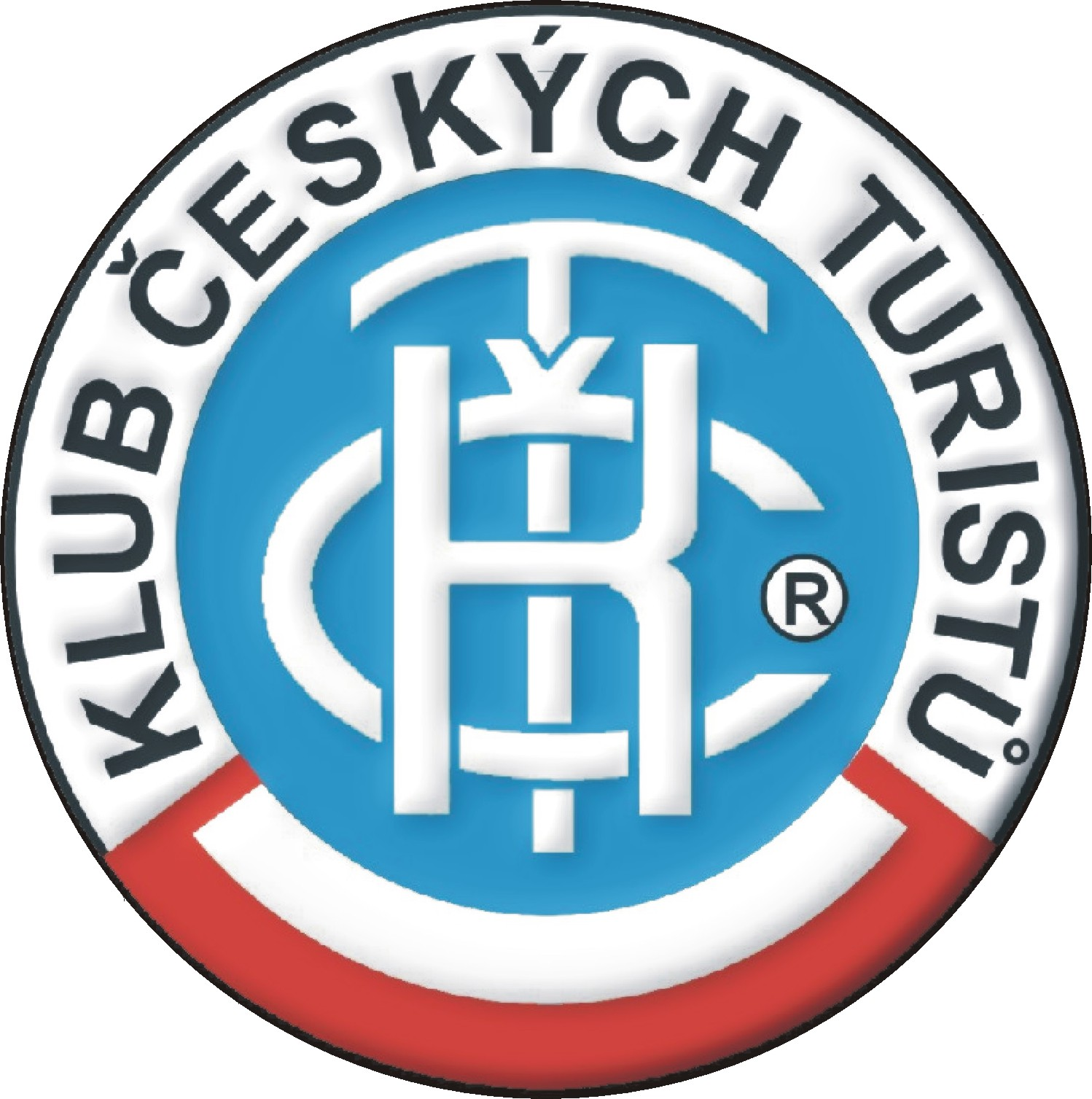
Logo des KČT

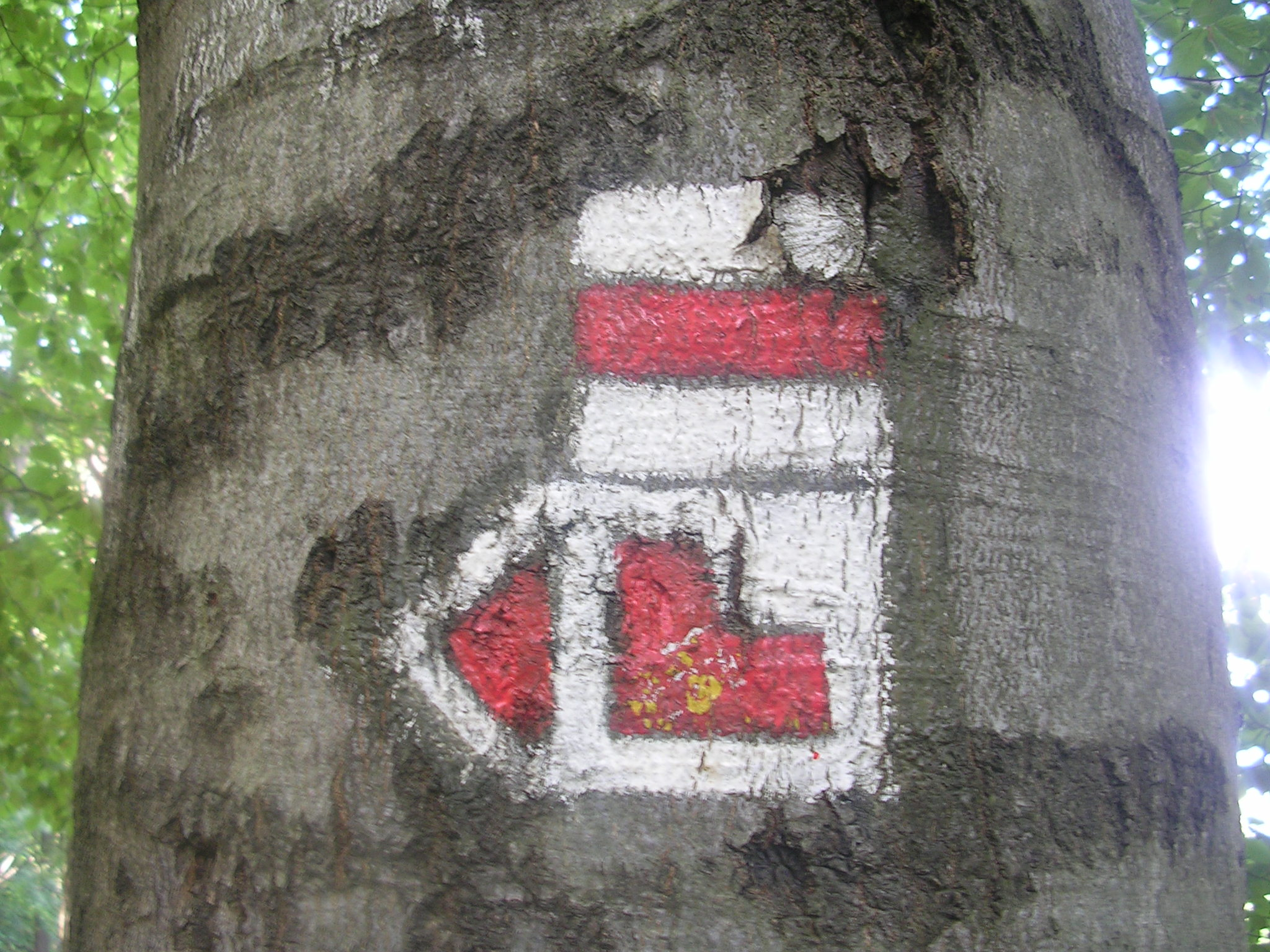
Typische Wegzeichen des KČT mit Streifen- und Symbolmarkierung

Der Klub českých turistů, kurz KČT (deutsch Klub Tschechischer Touristen) ist der größte und bedeutendste Touristenverein in Tschechien. Er zählt über 40.000 Mitglieder in allen Regionen Tschechiens. Der KČT ist Mitglied in der Europäischen Wandervereinigung (EWV).

## Geschichte
Gegründet wurde er am 11. Juni 1888. Erster Vorsitzender war Vojtěch Náprstek. Ab 1889 wurden durch den KČT Wanderwege in den mehrheitlich tschechisch besiedelten Gebieten Böhmens und Mährens markiert. Dabei wurde von Anfang an das noch heute bestehende System von Streifenmarkierungen verwendet. Im selben Jahre entstand auf Initiative von Mitgliedern des KČT die Družstvo pro výstavbu Petřínské rozhledny (Genossenschaft für den Bau des Petříner Aussichtsturmes), die 1891 den Aussichtsturm Petřín in Prag errichtete, der dem Eiffelturm in Paris nachempfunden ist. 1893 entstand auf dem Děd bei Beroun der erste vom KČT errichtete Aussichtsturm. Nach der Gründung der Tschechoslowakei als Nachfolgestaat Österreich-Ungarns erfolgte 1920 die Umbenennung in Klub československých turistů (deutsch Klub Tschechoslowakischer Touristen) und die Erweiterung des Arbeitsgebietes auf die Slowakei und Karpatenrussland. Auch dort wurden fortan Wanderwege mit der bewährten Streifenmarkierung versehen. 
Infolge der Übergabe des sogenannten Sudetenlandes an Deutschland im Oktober 1938 verlor der KČT die dort gelegenen Unterkunftshäuser. Obwohl formal keine Enteignung stattfand, wurden die Häuser fortan durch reichsdeutsche Organisationen genutzt. Im Fall der Bergbaude auf dem Bouřňák (Stürmer) im Erzgebirge wurde die Wehrmacht Nutzer, die Masarykbaude auf dem Šerlich (Schierlich) im Adlergebirge wurde an die Hitlerjugend übergeben.
Infolge der weitgehenden Vertreibung der deutschsprachigen Bevölkerung aus der Tschechoslowakei ab 1945 endete auch die Existenz der dortigen Touristenvereine, die eigene markierte Wanderwegenetze und Unterkunftshäuser unterhielten. Der KČT bekam deren Vermögen formal übertragen. Die andersartigen „deutschen“ Markierungen der Wanderwege verschwanden. Sie wurden durch die Streifenmarkierung ersetzt, wobei man sich farblich oft am gewesenen orientierte. 
Nach dem Februarumsturz und der Machtergreifung der Kommunisten in der Tschechoslowakei im Jahr 1948 wurde der KČT verboten. Das Vermögen wurde verstaatlicht, der Verein aufgelöst. Ein Teil des früheren Besitzes wurde 1957 an den neu gegründeten Československý svaz tělesné výchovy a sportu (ČSTV) übertragen.
Nach der Samtenen Revolution im November 1989 wurde der KČT wiederbegründet. Im Zuge einer allgemeinen Restitution erhielt er den enteigneten Besitz zurück. 
Heute betreut er über 40.000 km Wanderwege auf dem Gebiet der Tschechischen Republik und 160 km im tschechischsprachigen Teil des Banat in Rumänien.